# NGC 4240
NGC 4240 (również NGC 4243 lub PGC 39411) – galaktyka eliptyczna (E), znajdująca się w gwiazdozbiorze Panny.
Odkrył ją Wilhelm Tempel 20 maja 1875 roku. 27 kwietnia 1886 roku obserwował ją Lewis A. Swift, błędnie obliczył jednak jej deklinację i skatalogował ją jako nowo odkryty obiekt. John Dreyer skatalogował obserwację Tempela jako NGC 4240, a obserwację Swifta z błędną pozycją jako NGC 4243.